# Opactwo cystersów w Gościkowie-Paradyżu
Zespół klasztorny opactwa cysterskiego w Gościkowie-Paradyżu – pocysterski barokowy zespół klasztorny z kościołem Wniebowzięcia Najświętszej Marii Panny i św. Marcina położony w Gościkowie w Wielkopolsce, administracyjnie w województwie lubuskim w gminie Świebodzin przy drodze łączącej Zieloną Górę z Gorzowem Wielkopolskim. Część miejscowości, w której znajduje się opactwo zachowała starą nazwę Paradyż pochodzącą od sformułowania Paradisus Sanctae Mariae czyli Raj Matki Bożej, która była nazwą nadaną miejscowości po przybyciu do niej cystersów.
Jest to największe i najlepiej zachowane założenie klasztorne w województwie lubuskim, obecnie siedziba Wyższego Seminarium Duchownego Diecezji Zielonogórsko-Gorzowskiej będącego jednocześnie filią Wydziału Teologicznego Uniwersytetu Szczecińskiego oraz Muzeum Paradyskiego. 15 sierpnia 2020 ustanowione sanktuarium Matki Bożej Wychowawczyni Powołań Kapłańskich.

## Historia opactwa

### Powstanie i rozwój klasztoru

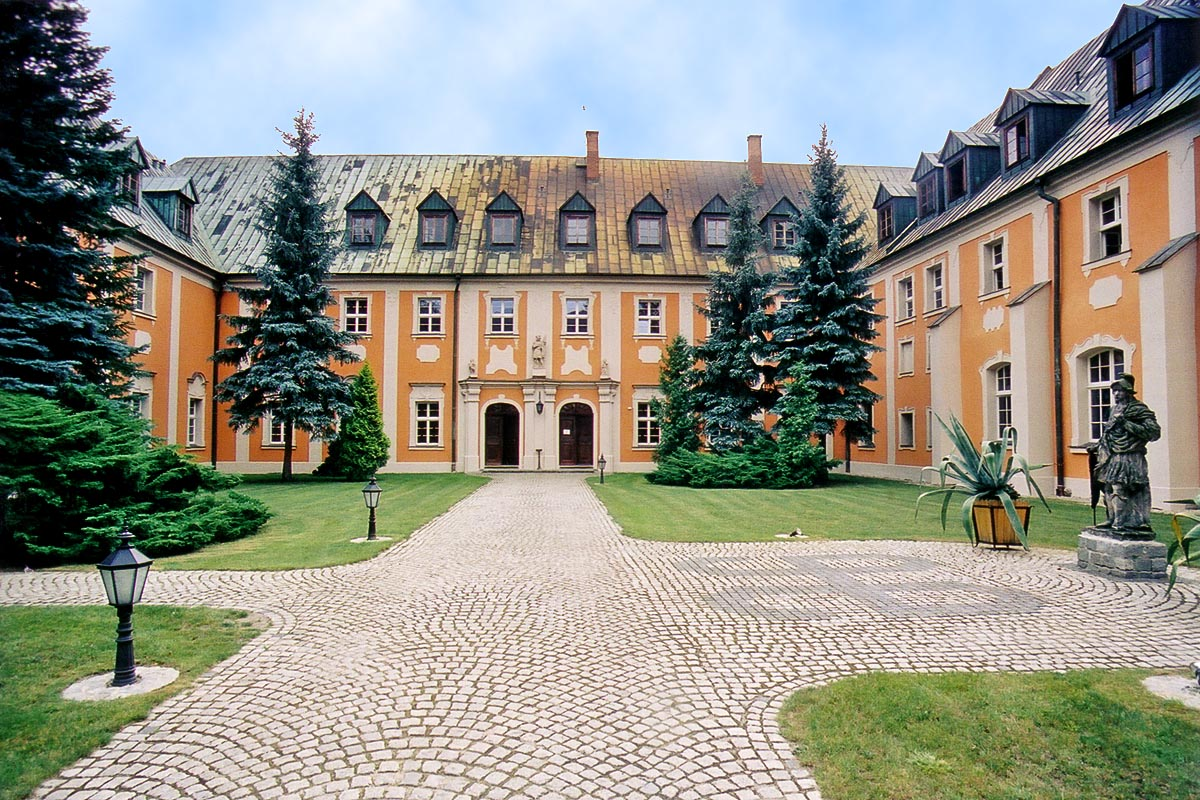
Dziedziniec klasztoru

Początki cystersów w Gościkowie związane są z postacią Mikołaja Bronisza herbu Wieniawa, wojewody poznańskiego, który za zgodą biskupa poznańskiego Pawła i księcia Władysława Odonica w 1230 ufundował w Gościkowie klasztor, z przeznaczeniem na osadzenie w nim cystersów, którym Bronisz nadał jako uposażenie dziewięć wsi ze swoich dóbr rodowych. Pierwsi zakonnicy przybyli do Gościkowa około 1236 z położonego w Brandenburgii Lehnina, przez co klasztor stał się filia pośrednią opactwa Morimond. Cystersi osiedli w drewnianym klasztorze położonym nad rzeką Paklicą poza właściwą wsią Gościkowo. Cystersi po przybyciu zmienili, zgodnie ze zwyczajem nazwę miejscowości na Paradisus Sanctae Mariae czyli Raj Matki Bożej, co później po spolszczeniu otrzymało formę Paradyż. Nazwa ta dotrwała, jako określenie lokalizacji klasztoru do czasów współczesnych.
Majątek opactwa sukcesywnie się powiększał, zarówno dzięki działalności gospodarczej mnichów, jak i dzięki wielu darowiznom i przywilejom. Wśród tych ostatnich był na przykład immunitet sądowy, który cystersi otrzymali od Bolesława Pobożnego i Przemysła I. Pod koniec XIII wieku dobra ziemskie opactwa obejmowały obszar ponad 16 tys. hektarów.
Około 1270-1290 w Paradyżu rozpoczęto budowę świątyni. Trwała ona ponad sto lat. Kościół wznoszony był w stylu gotyckim, w pierwotnym założeniu na planie krzyża, jednak po ukończeniu naw i części transeptu świątynię skrócono zamurowując wschodnie arkady międzynawowe. Poświęcenie kościoła odbyło się w 1397. Otrzymał on, jak większość świątyń cysterskich, wezwanie Wniebowzięcia Najświętszej Marii Panny oraz św. Marcina.
O szybkim rozwoju opactwa i jego dochodów świadczy założenie już około 1280 pierwszej filii opactwa w Wieleniu (po translokacji opactwo to funkcjonowało w Przemęcie). Założenie filii świadczyło też o szybkim wzroście liczby mnichów w paradyskim klasztorze. Umieli oni zaskarbić sobie przychylność wszystkich władców ziem, na których działali, od Władysława Odonica aż do Henryka głogowskiego i Władysława Łokietka.
Intensywny rozwój opactwa trwał do końca XIV wieku, natomiast wiek XV był okresem rozwoju kulturalnego i intelektualnego opactwa. W opactwie zgromadzono księgozbiór, zaliczany do najliczniejszych w Polsce. Z tego okresu z paradyskiego opactwa wywodził się najwybitniejszy z ówczesnych cystersów, Jakub z Paradyża, autor kilkudziesięciu prac z zakresu mistyki, ascetyki, reformy kościelnej.
Położone na granicy trzech państw opactwo cysterskie w XVI wieku zostało poddane reorganizacji władz. Król polski Zygmunt Stary nakazał w 1538 piastowanie urzędu opata wyłącznie przez Polaków (pierwszy polski opat, którym był Stanisław Wierzbiński objął urząd w 1558), natomiast król Zygmunt II August ustanowił dodatkowe stanowisko opata komandoryjnego. Paradyskie opactwo zaczęło w tym czasie podupadać gospodarczo, popadając pod koniec wieku w znaczne zadłużenie. Odbiło się to na stanie obiektów klasztornych. Po 1580 klasztor wszedł w skład polskiej prowincji cystersów. Sytuacja materialna zakonu zaczęła się poprawiać na początku XVII wieku. Wynikało to z poprawy gospodarki rolnej i wzrostu zapotrzebowania na produkty spożywcze. Rozwój opactwa zahamowała wojna trzydziestoletnia. Opactwo było celem najazdów protestanckich wojsk brandenburskich i szwedzkich. Gospodarzem klasztoru w tym czasie był sekretarz króla Zygmunta III Wazy, wychowawca jego syna, królewicza Władysława, Marek Łętowski. Dbał on o utrzymanie dóbr klasztornych w jak najlepszym stanie. Niestety zniszczeń wojennych dopełnił wielki pożar opactwa w 1633.
W odbudowie zniszczonego opactwa pomógł król Władysław IV. Trwało ono jednak bardzo długo. Z tego okresu pochodzi obraz Matki Bożej z Dzieciątkiem, zwany Matką Boską Paradyską ufundowany przez opata Zygmunta Czyżowskiego. Kolejny opat Jan Szczuka ufundował ołtarz główny (nie zachowany do czasów współczesnych) i wyposażył świątynię. Mocą zawartego ze Stolicą Apostolską konkordatu wschowskiego w 1737 roku królowie Polski mieli prawo mianować tutaj opatów komendatoryjnych. Kolejny pożar zniszczył opactwo w 1722. Ponowną odbudowę opactwa zakończono w XVIII wieku nadając mu styl barokowy. Wiek ten był niestety ostatnim okresem rozwoju pięknie odnowionego opactwa. Po II rozbiorze Polski tereny opactwa weszły w skład zaboru pruskiego, a jego władze skonfiskowały większość dóbr paradyskich. Ostatecznie zlikwidowano opactwo w 1834. Po sześciuset latach zakonnicy opuścili klasztor i nigdy już do niego nie powrócili.

### Dzieje opactwa po sekularyzacji

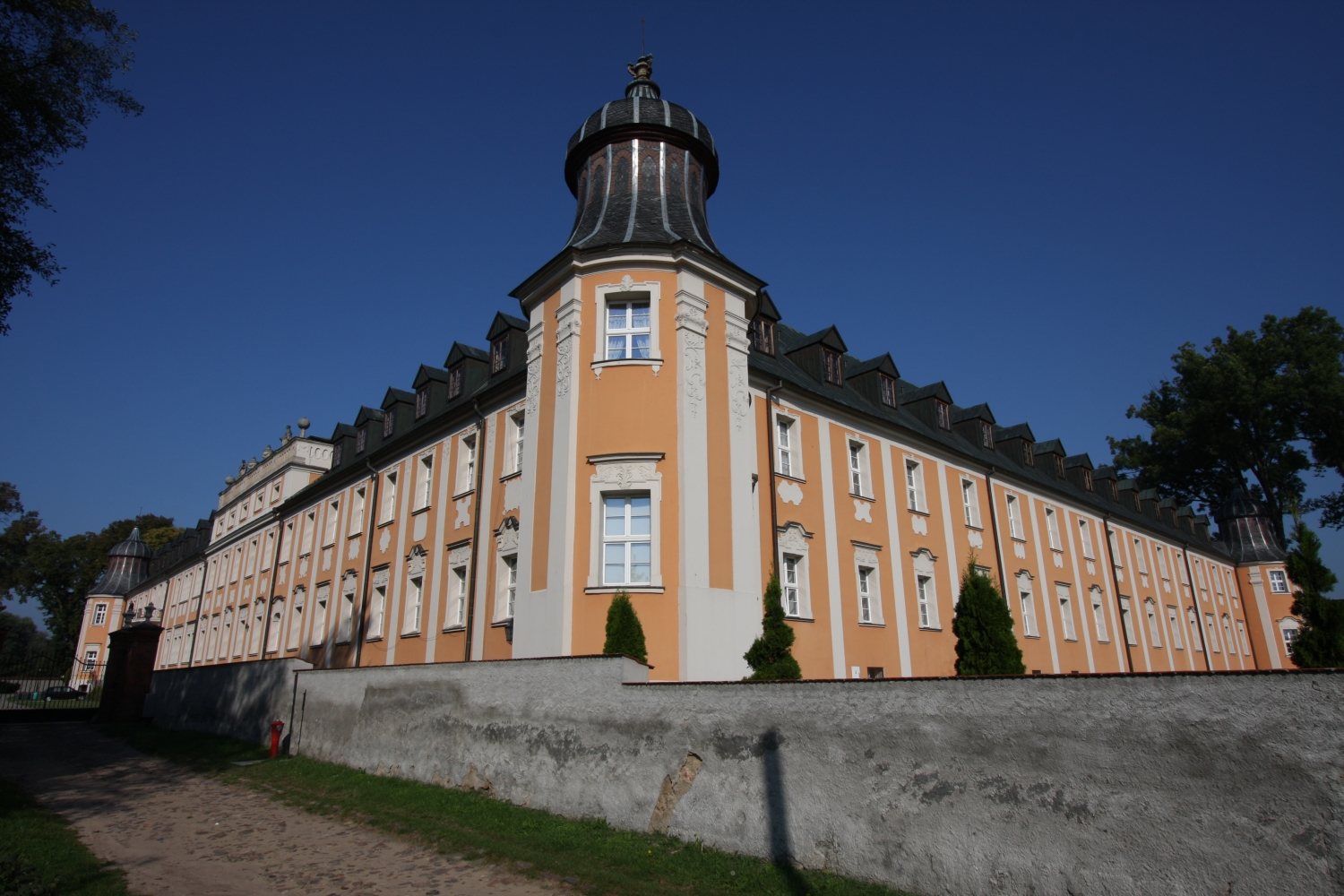
Budynek klasztorny w Gościkowie-Paradyżu

Mury klasztorne po sekularyzacji opactwa paradyskiego szybko znalazły nowe przeznaczenie. Już w 1836 stało się ono siedzibą Królewskiego Seminarium Nauczycielskiego. Było ono właścicielem dóbr klasztornych dość długo, bo aż do 1926. Użytkowane zabudowania poklasztorne uchronione zostały dzięki temu przed zniszczeniem, a władze szkoły dbały o zabezpieczenie obiektów. Efektem tego było zatynkowanie fresków w kaplicy św. Krzyża, które odkryte zostały ponownie dopiero w 1965. W latach 1921–1936 przeprowadzono renowację organów oraz odnowiono sukienki i korony Matki Bożej Paradyskiej.
Od 1922 w opactwie istniała Państwowa Szkoła Średnia. Kształciła ona uczniów ze średniozamożnych rodzin, którzy nie poszli do gimnazjum, ale ukończyli pełną szkołę elementarną. Tuż przed wybuchem wojny w szkole kształcili się nauczyciele III Rzeszy. Funkcjonowanie obiektu jako szkoły zostało zakończone wraz z wkroczeniem w 1945 Armii Czerwonej. W budynkach klasztoru urządzono magazyny. Po 1945 powrócono też do dawnej nazwy miejscowości Gościkowo. Nazwa Paradyż pozostała jedynie jako nazwa zwyczajowa dla terenów obejmujących opactwo.
W 1947 budynki opactwa przejęli Salezjanie, którzy otworzyli w klasztorze internat dla chłopców. Funkcjonował on do 1956, kiedy to w budynkach klasztoru rozpoczął działalność Wydział Filozoficzny Gorzowskiego Diecezjalnego Seminarium Duchowego. Po pięciu latach paradyski klasztor stał się siedzibą całości Seminarium. Od reorganizacji diecezji w 1992 nosi ono nazwę Wyższego Seminarium Duchownego Diecezji Zielonogórsko-Gorzowskiej.

## Zabytki

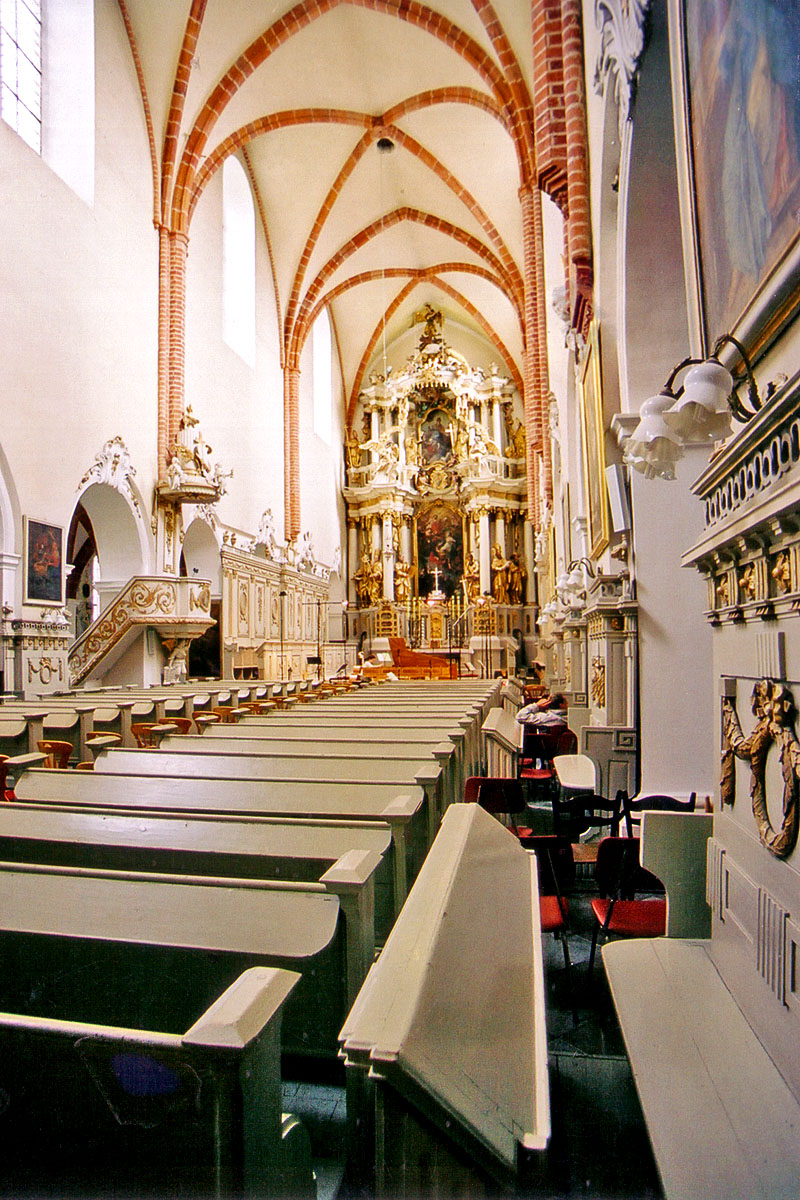
Wnętrze kościoła klasztornego

Opactwo cysterskie w Gościkowie jest unikatowym zespołem zabytków wpisanych do rejestru zabytków. Według tego rejestru w skład zabytkowego kompleksu wchodzą:
- kościół pw. Wniebowzięcia Najświętszej Marii Panny, nr rej. L-214/A z 12 czerwca 1953
- klasztor, nr rej. L-214/A z 12 czerwca 1953
- teren klasztoru (dawne ogrody klasztorne), nr rej. L-369/A z 9 lutego 2010
- ogrodzenie kościoła i klasztoru, mur kam., XVIII, nr rej. L-369/A z 9 lutego 2010

### Kościół
Zasugerowano, aby ta sekcja została przeniesiona do artykułu. (dyskusja)

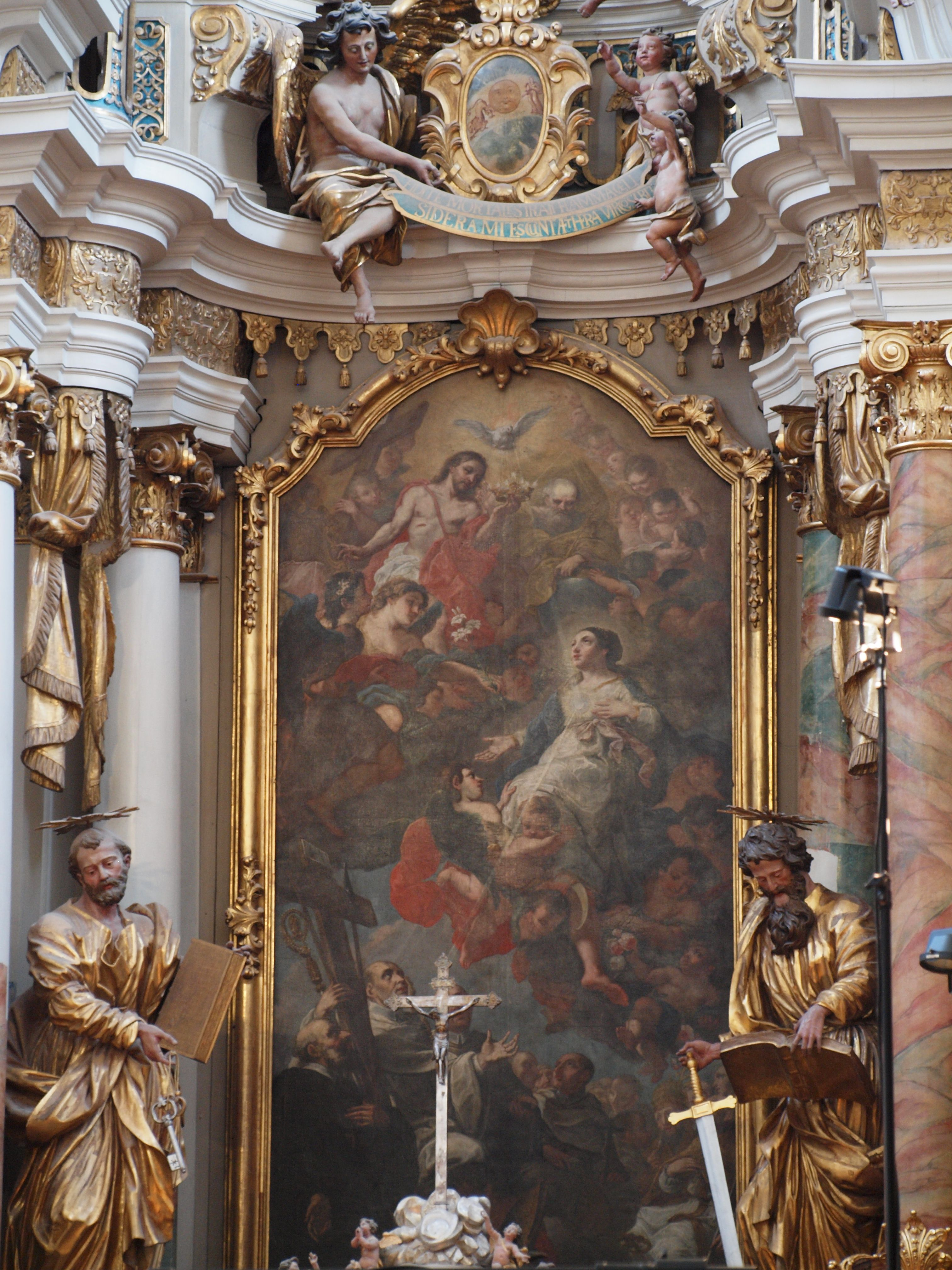
Ołtarz główny Wniebowzięcia NMP

Kościół opactwa cysterskiego w Gościkowie-Paradyżu wznoszony był w latach 1270-1397 w stylu gotyckim. W trakcie dziejów dwukrotnie ulegał pożarom. Odbudowany w XVIII wieku przekształcony został do formy barokowej. Prawdopodobnie architektem wystroju wnętrza kościoła był Karl Martin Franz, nadworny architekt królewski. Kościół jest trójnawową bazyliką na planie prostokąta z obejściem za prezbiterium, kolistymi kaplicami w narożach oraz kruchtą między wieżami. Najważniejsze miejsce w świątyni zajmuje wielki barokowy ołtarz z 1739 roku wykonany w warsztacie lubiąskim z obrazem Wniebowzięcie Najświętszej Marii Panny autorstwa Felixa Schefflera oraz figurami świętych Piotra i Pawła oraz relikwiarzami zawierającymi doczesne szczątki starożytnych męczenników św. Amancjusza, św. Cedoniusza, św. Damazego św. Donata i św. Sewelianusa. W kościele jest również kilkanaście ołtarzy bocznych o równie wielkiej wartości artystycznej, co ołtarz główny.
Wielką wartość historyczną ma również obraz fundacyjny z ok. 1700 na którym pokazany jest akt donacji klasztoru oraz scena z bitwy pod Legnicą w 1241. Miejscem szczególnym w kościele jest kaplica z obrazem Matki Boskiej z Dzieciątkiem, który zwany Matką Bożą Paradyską jest XVII-wieczną kopią obrazu San Luca z Bolonii. Na obrazie widnieje sentencja MATER DEI MEMENTO MEN DECUS PARADISI ORA PRO NOBIS co oznacza Matko Boża pamiętaj o mnie, ozdobo Paradyża módl się za nami. Jest to wezwanie modlitewne pozostawione przez fundatora, opata Czyżowskiego.
Wyjątkowym zabytkiem jest pozłacana wiecznej lampa, zabytek sztuki złotniczej, wisząca pośrodku nawy głównej. Ufundowana przez opata Łętowskiego zawiera herb opactwa i osobisty herb opata. Według tradycji twórcą lampy był sam król Władysław IV (Łętowski był jego sekretarzem).

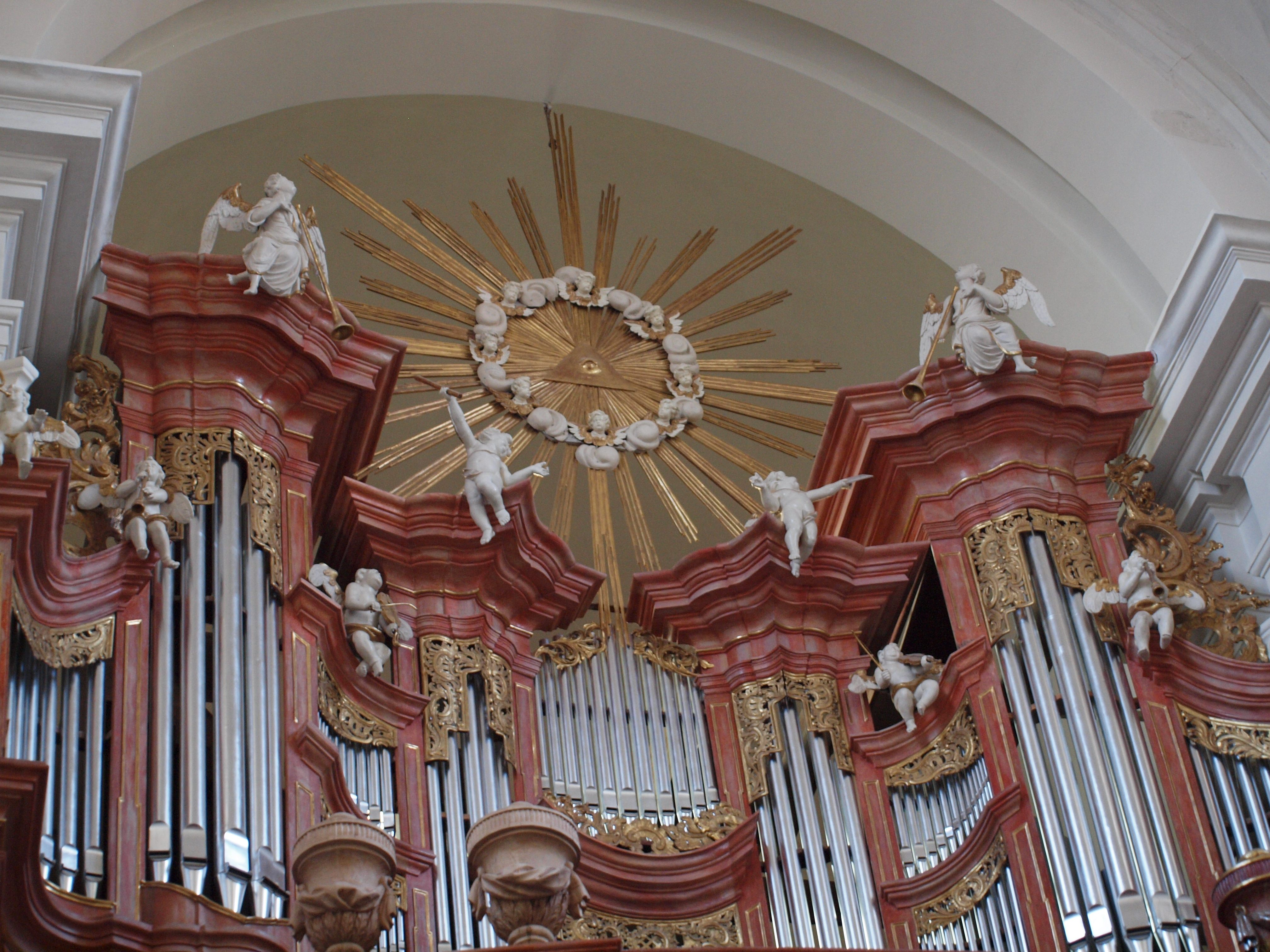
Organy paradyskie

Wartość artystyczną i zabytkową kościoła dopełniają:
- barokowy prospekt organowy autorstwa Joachima Gottlona Petera,
- fragmenty gotyckich fresków i sklepień,
- klasycystyczne stalle w prezbiterium ozdobione wizerunkami dostojników kościelnych,
- wielkie godło Stanisława Augusta Poniatowskiego z rodowym herbem Ciołek znajdujące się na chórze,
- płyty epitafijne umieszczone w posadzce kościoła.

### Zespół klasztorny

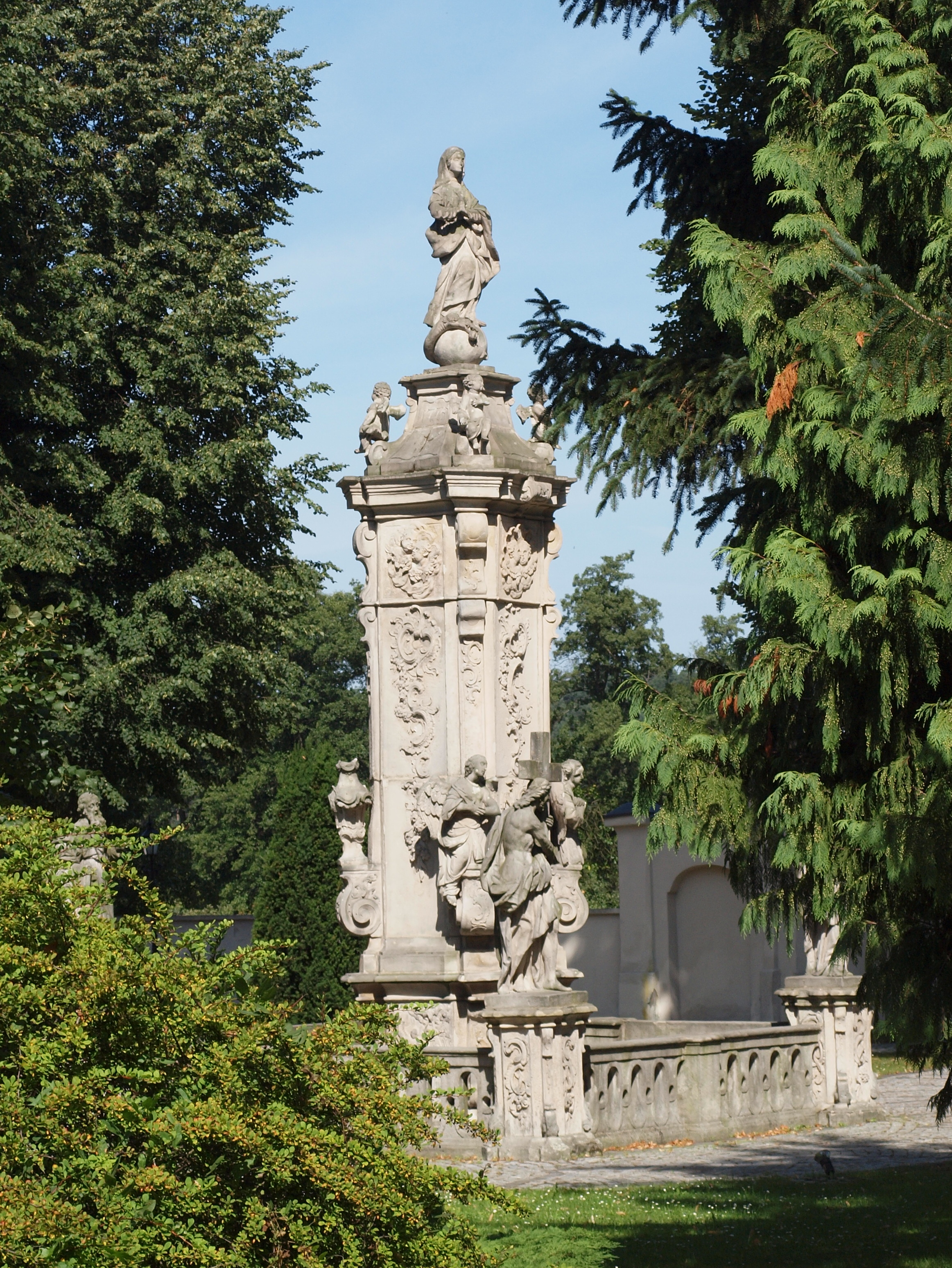
Rokokowa figura Maryi

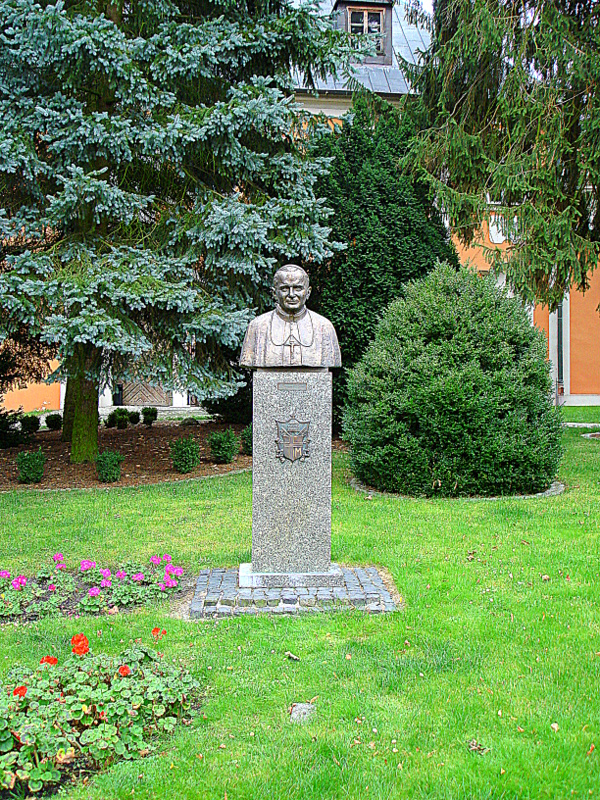
Pomnik Jana Pawła II

Pozostałe obiekty założenia klasztornego mają wystrój barokowo-klasycystyczny z elementami gotyku. Dwukondygnacyjny budynek klauzury przylega do kościoła od strony południowej i częściowo wschodniej. Posiada dwa wirydarze. W stylu gotyckim zachowany jest starszy, zwany małym. Zachowały się tam gotyckie przęsła oraz fragmenty polichromii ściennej. Przy tym wirydarzu, w skrzydle wschodnim klasztoru znajdował się kapitularz. w skrzydle południowym – refektarz. Drugi wirydarz zwany dużym jest w stylu barokowym. W XVIII wieku w trzech narożach budynku klasztornego dobudowano wieże w formie baszt, nakryte dzwonowatymi hełmami. Klasztor z dwóch stron, od północy i zachodu otaczają ogrody, w których rozmieszczono kamienne figury świętych, między innymi św. Floriana, św. Bernarda, św. Benedykta i św. Marcina. Ciekawym obiektem w obejściu klasztoru jest rokokowa statua Maryi Niepokalanej w otoczeniu świętych z 1755 znajdująca się przed kościołem.
Od 2003 corocznie, w drugiej połowie sierpnia w opactwie organizowany jest festiwal muzyki dawnej zatytułowany Muzyka w Raju.

### Muzeum Paradyskie
Muzeum Paradyskie jest zbiorem pamiątek historycznych pozostawionych na przestrzeni dziejów przez cystersów paradyskich. Wśród nich cenne starodruki z XVII i XVIII, między innymi Tora – pięcioksiąg Mojżesza, Dzieła Tomasza z Kempis, Roczne dzieje kościelne Piotra Skargi oraz różne księgi liturgiczne (szczególnie ciekawe to unikatowy Antyfonarz Lubuski oraz tzw. Mszał Lubuski). W muzeum znajdują się również zabytkowe monstrancje, naczynia i stroje liturgiczne. Najciekawsze z nich to bogato zdobiony barokowy krzyż procesyjny, barokowa pozłacana monstrancja oraz szaty liturgiczne i relikwiarze świętych wypożyczone z kolekcji przyklasztornego kościoła, która należy do bogatszych w skali Polski.
W muzeum znajduje się również kolekcja obrazów. Wśród nich portret trumienny Augustyna Dobrowolskiego – opata paradyskiego, obraz Wniebowzięcie Najświętszej Maryi Panny namalowany przez Schafflera, którego kopia znajduje się w ołtarzu głównym kościoła, a także Życiorys św. Bernarda z Clairvaux który jest dziełem nieznanego malarza z XVII wieku i płaskorzeźba Herkulesa Christiana Sąd ostateczny.